# Phyllomedusa coelestis
Phyllomedusa coelestis, é uma espécie de anfíbio anuro da família Phyllomedusidae. É encontrada na Colômbia, Equador e Peru. Os seus habitats naturais são: regiões subtropicais ou tropicais húmidas de baixa altitude, rios e pântanos de água doce.
Phyllomedusa coelestis está ameaçada por perda de habitat.